# Нью-Корделл (Оклахома)
Нью-Корделл (англ. New Cordell) — місто (англ. city) в США, в окрузі Вошіта штату Оклахома. Населення — 2775 осіб (2020).

## Географія
Нью-Корделл розташований за координатами 35°17′50″ пн. ш. 98°58′54″ зх. д. / 35.29722° пн. ш. 98.98167° зх. д. (35.297235, -98.981586).  За даними Бюро перепису населення США в 2010 році місто мало площу 6,59 км², уся площа — суходіл.

### Клімат
| Клімат : Нью-Корделл    | Клімат : Нью-Корделл | Клімат : Нью-Корделл | Клімат : Нью-Корделл | Клімат : Нью-Корделл | Клімат : Нью-Корделл | Клімат : Нью-Корделл | Клімат : Нью-Корделл | Клімат : Нью-Корделл | Клімат : Нью-Корделл | Клімат : Нью-Корделл | Клімат : Нью-Корделл   | Клімат : Нью-Корделл   | Клімат : Нью-Корделл |
| Показник                | Січ.                 | Лют.                 | Бер.                 | Квіт.                | Трав.                | Черв.                | Лип.                 | Серп.                | Вер.                 | Жовт.                | Лист.                  | Груд.                  | Рік                  |
| Абсолютний максимум, °C | 28,9                 | 29,4                 | 35,0                 | 37,2                 | 41,1                 | 45,6                 | 45,0                 | 46,1                 | 42,8                 | 37,8                 | 31,7                   | 32,2                   | 46,1                 |
| Середній максимум, °C   | 10,6                 | 13,3                 | 17,8                 | 23,3                 | 27,8                 | 32,8                 | 35,6                 | 36,1                 | 31,7                 | 25,0                 | 17,2                   | 12,2                   | 23,7                 |
| Середній мінімум, °C    | −3,3                 | −1,1                 | 2,2                  | 8,3                  | 13,9                 | 19,4                 | 21,1                 | 21,1                 | 16,1                 | 10,0                 | 2,2                    | −1,1                   | 9,1                  |
| Абсолютний мінімум, °C  | −24,4                | −18,9                | −5,6                 | 0,0                  | 7,2                  | 12,8                 | 11,1                 | 2,2                  | −3,3                 | −12,2                | {{{Nov record low C}}} | {{{Dec record low C}}} | −24,4                |
| Норма опадів, мм        | 25                   | 25                   | 38                   | 71                   | 114                  | 94                   | 64                   | 41                   | 51                   | 64                   | 23                     | 28                     | 632                  |
| Днів з дощем            | 2,7                  | 2,7                  | 3,8                  | 5,9                  | 7                    | 6,4                  | 5                    | 3,6                  | 3,6                  | 4,4                  | 2,1                    | 3                      | 50,2                 |
| ----------------------- | -------------------- | -------------------- | -------------------- | -------------------- | -------------------- | -------------------- | -------------------- | -------------------- | -------------------- | -------------------- | ---------------------- | ---------------------- | -------------------- |
| Джерело: weather.com    |                      |                      |                      |                      |                      |                      |                      |                      |                      |                      |                        |                        |                      |

## Демографія
Згідно з переписом 2010 року, у місті мешкало 2915 осіб у 1181 домогосподарстві у складі 754 родин. Густота населення становила 443 особи/км².  Було 1385 помешкань (210/км²).
Расовий склад населення:
| - 91,5 % — білих - 2,9 % — корінних американців - 0,2 % — чорних або афроамериканців - 0,2 % — азіатів - 2,0 % — осіб інших рас |

До двох чи більше рас належало 3,2 %. Частка іспаномовних становила 6,1 % від усіх жителів.
За віковим діапазоном населення розподілялося таким чином: 25,4 % — особи молодші 18 років, 55,0 % — особи у віці 18—64 років, 19,6 % — особи у віці 65 років та старші. Медіана віку мешканця становила 39,6 року. На 100 осіб жіночої статі у місті припадало 87,5 чоловіків;  на 100 жінок у віці від 18 років та старших — 86,5 чоловіків також старших 18 років.
Середній дохід на одне домашнє господарство  становив 66 774 долари США (медіана — 48 333), а середній дохід на одну сім'ю — 83 353 долари (медіана — 61 902). Медіана доходів становила 41 298 доларів для чоловіків та 29 705 доларів для жінок. За межею бідності перебувало 15,8 % осіб, у тому числі 23,4 % дітей у віці до 18 років та 10,0 % осіб у віці 65 років та старших.
Цивільне працевлаштоване населення становило 1152 особи. Основні галузі зайнятості: сільське господарство, лісництво, риболовля — 12,9 %, виробництво — 12,4 %, освіта, охорона здоров'я та соціальна допомога — 12,4 %.